# Hammersträucher
Die Hammersträucher (Cestrum) sind eine Gattung mit etwa 150 bis 200 Arten aus der Familie der Nachtschattengewächse. Sie stammen aus dem tropischen Gebieten Amerikas. Einige Arten werden als Zierpflanzen kultiviert. Der botanische Name leitet sich ab aus dem griechischen késtra = Hammer.

## Vorkommen
Hammersträucher kommen vor allem in den tropischen Gebieten Amerikas (Neotropis) vor, wobei sie jedoch im zentralen Amazonasbecken nicht zu finden sind. Das Gesamtverbreitungsgebiet reicht von Mexiko bis Argentinien. Ein Zentrum der Artenvielfalt (Diversitätszentrum) ist Brasilien mit nahezu 50 vertretenen Arten; ein weiteres befindet sich in der Andenregion von Venezuela bis ins nördliche Argentinien, dort findet man in etwa 100 Arten. Die Anzahl der zu findenden Arten verringert sich deutlich Richtung Süden, von den 18 in Bolivien zu findenden Arten, kommen in Argentinien nur elf vor und in Chile ist nur noch Cestrum parqui zu finden.

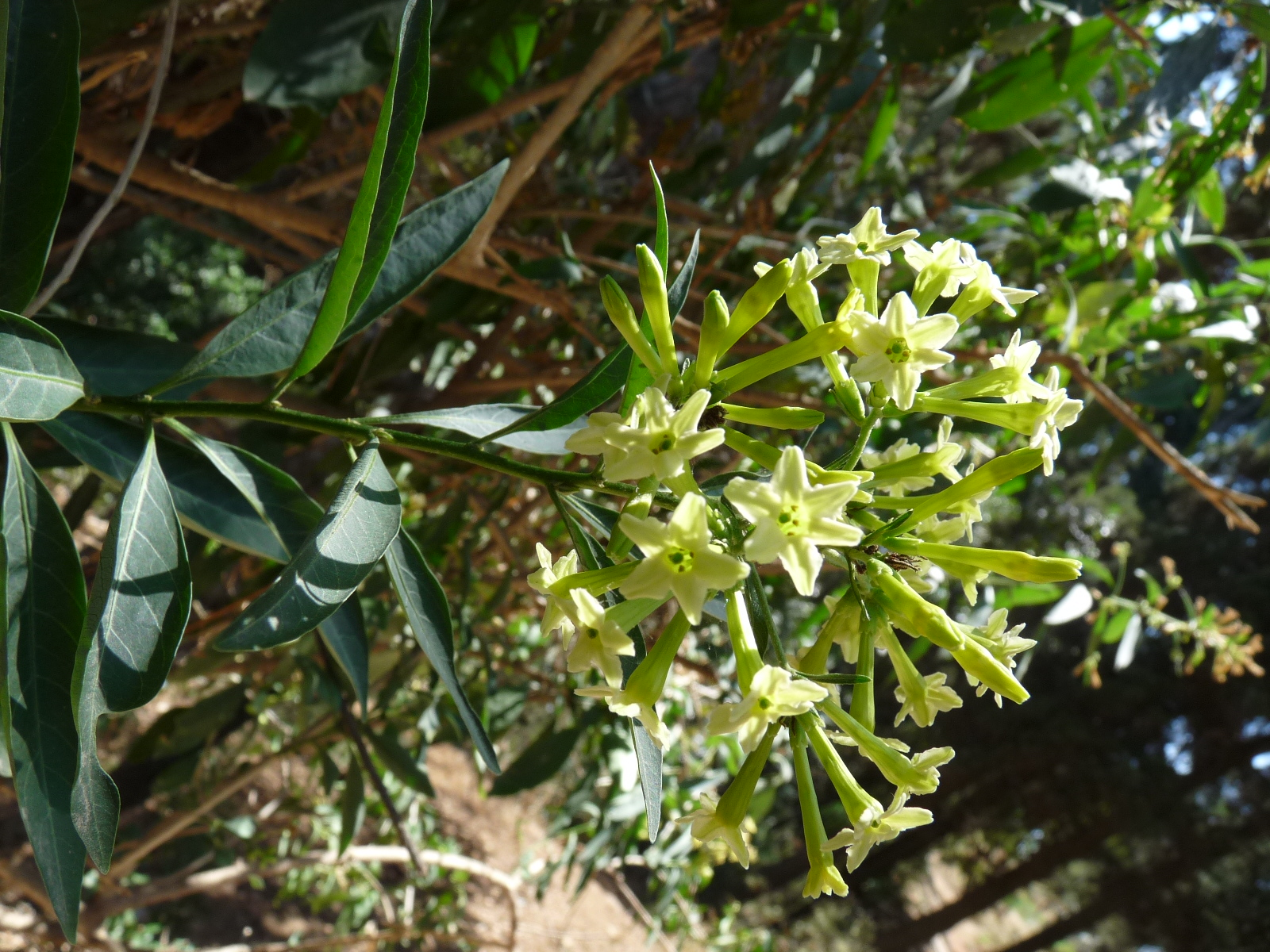
Sektion Cestrum: Chilenischer Hammerstrauch (Cestrum parqui)

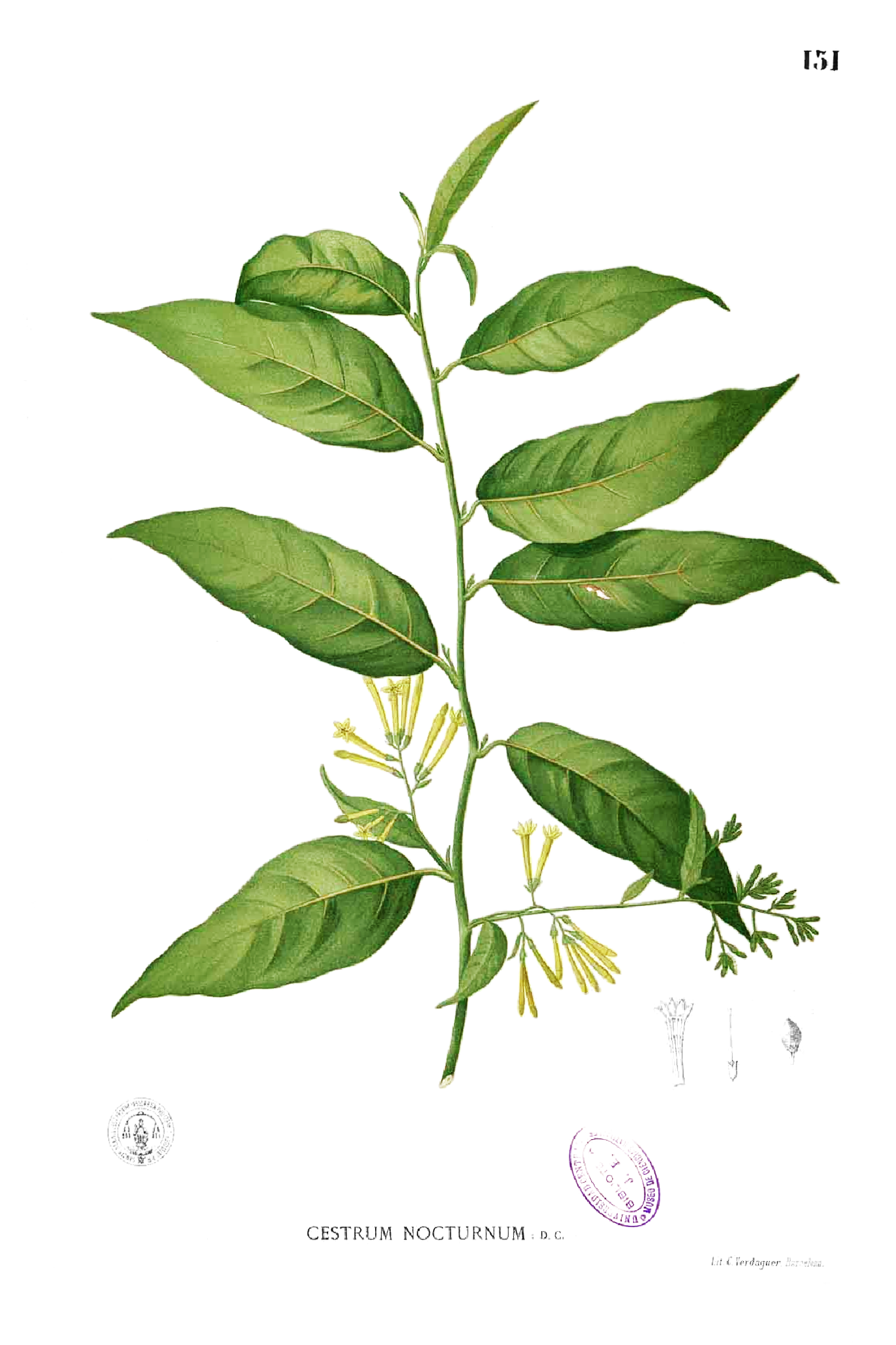
Sektion Cestrum: Nachtjasmin (Cestrum nocturnum), Illustration

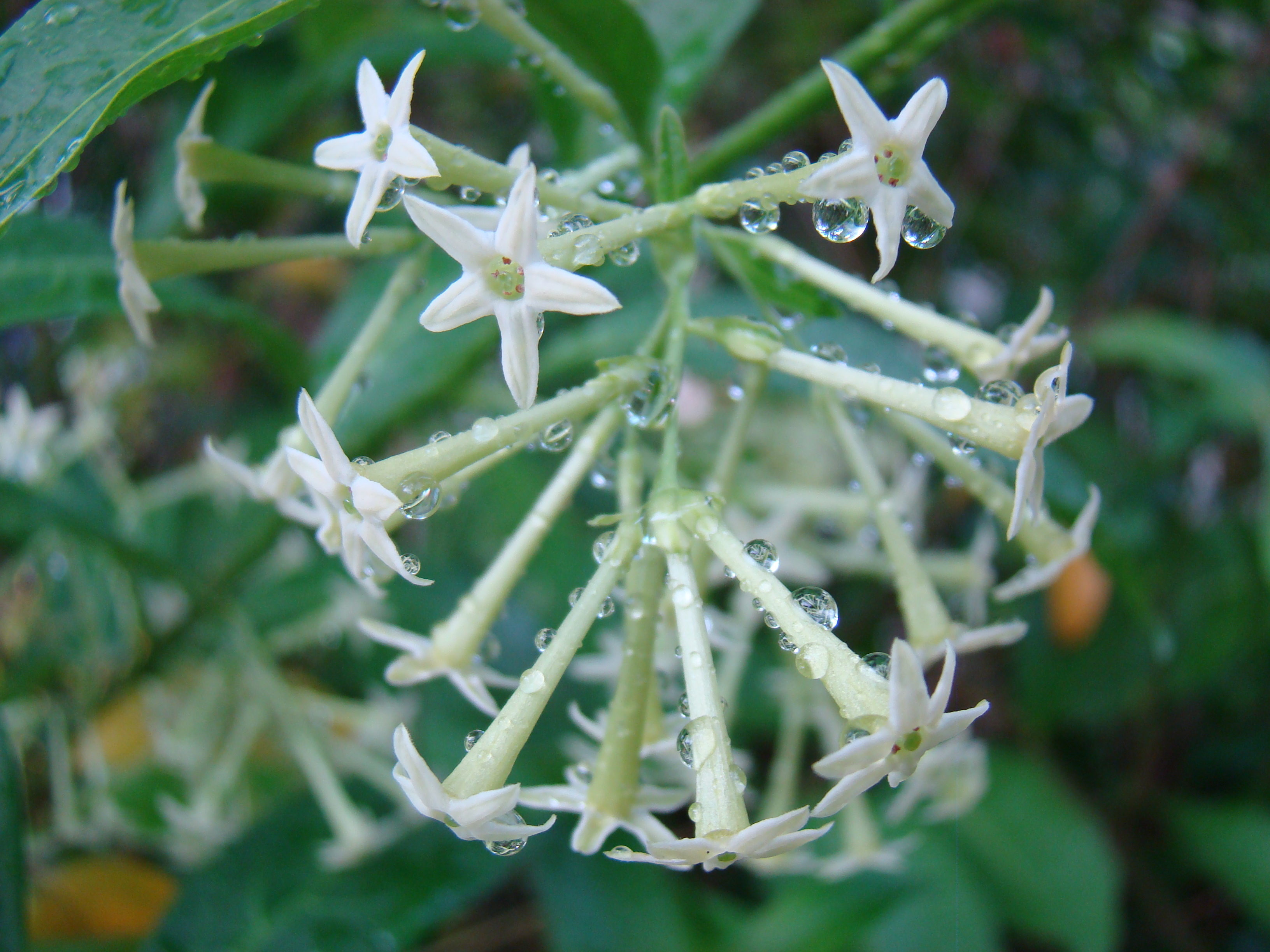
Sektion Cestrum: Nachtjasmin (Cestrum nocturnum)

## Beschreibung
Hammersträucher wachsen meist als Strauch, nur selten als Baum von 4 bis 12 m Höhe, vereinzelt auch als Kletterpflanze, sie sind meist immergrün. Die Pflanzen können behaart oder glatt sein. Die wechselständigen, einfachen Laubblätter sind gestielt.
Besonders auffällig sind die oft vielblütigen, achsel- oder endständigen Blütenstände, die Blüten können jedoch auch einzeln stehen. Viele Arten blühen nachts. Die Blüten sind fünfzählig. Die Kelchblätter sind röhrenförmig, verkehrt kegelförmig, glockenförmig oder becherförmig verwachsen, (selten 1) 2,5 bis 8 (selten bis zu 14) mm lang und fünfzähnig oder fünffach eingeschnitten. Die Kronblätter können eng verkehrt kegelförmig, zylindrisch, trichterförmig oder leicht urnenförmig verwachsen sein, 9 bis 56 mm lang, in vielen Farben auftreten und oftmals oberhalb der Blütenzipfel vergrößert und unterhalb der Zipfel eingeschnürt sein.
Die Früchte der Hammersträucher sind schwarze, rote oder weiße, saftige, eiförmige bis fast runde Beeren, haben eine Größe von (5) 8 bis 13 × (3) 6 bis 8 mm und enthalten (selten einen) zwei bis 18 Samen.

## Nutzung
Einige Arten und Sorten sind Zierpflanzen tropischer bis subtropischer Parks und Gärten. In kühleren Klimazonen werden einige Arten und ihre Sorten als Kübelpflanzen verwendet.
Die Blätter von Cestrum laurifolium L'Herit. sind sehr giftig und werden deshalb von den Eingebornen zum Vergiften von Pfeilen benutzt. Aus dem Saft der schwarzblauen Beeren von Cestrum tinctorium Jacq. wurde eine blaue, fast unzerstörbare Tinte gewonnen, die in Caracas bei Ausfertigung offizieller Schreiben benutzt wurde (Quelle: Meyers Konversationslexikon).

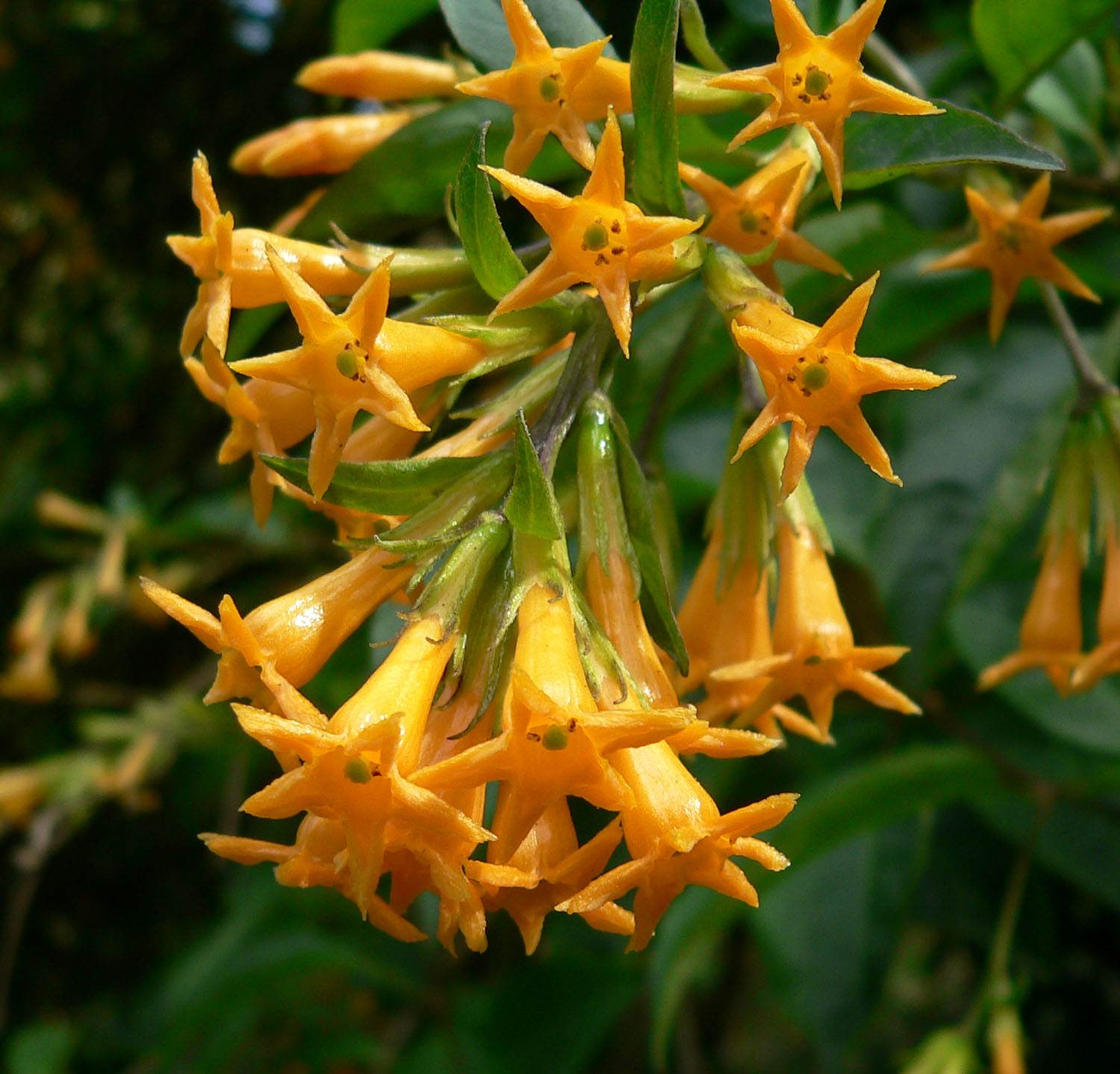
Sektion Habrothamnus: Blütenstand von Cestrum aurantiacum

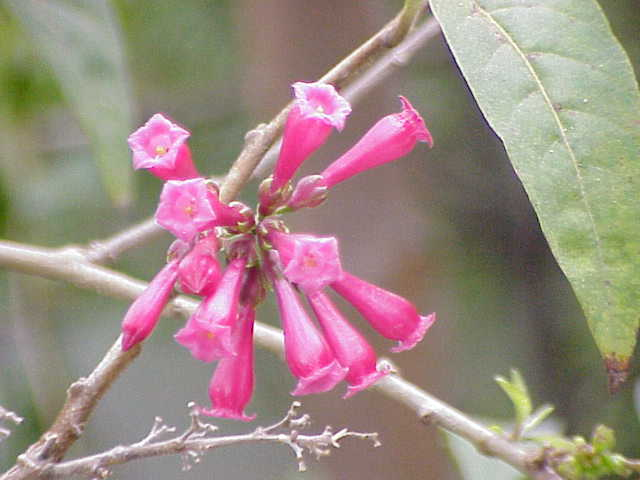
Sektion Habrothamnus: Blütenstand vom Mexikanischen Hammerstrauch (Cestrum elegans)

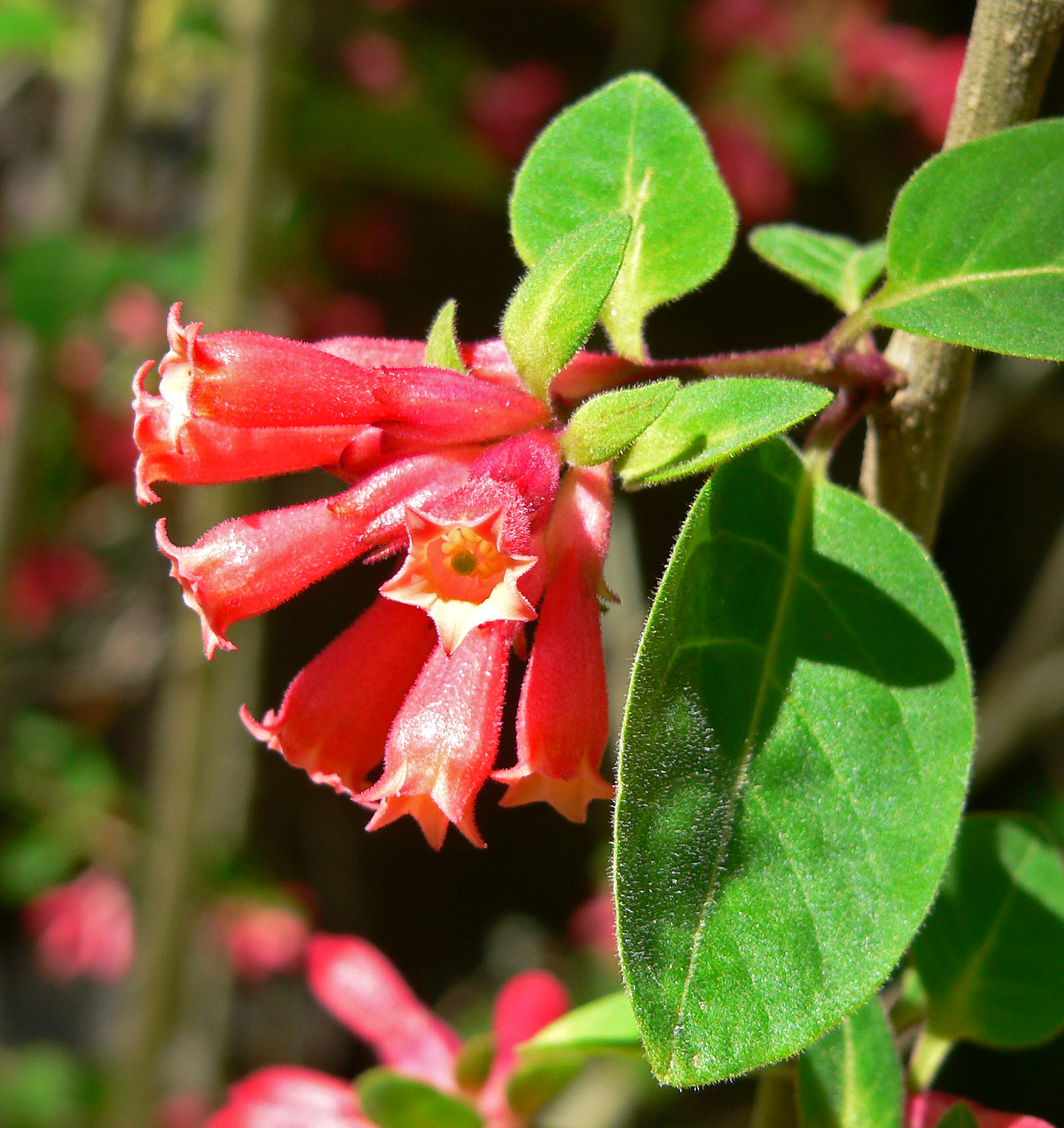
Sektion Habrothamnus: Cestrum fasciculatum

## Systematik
Insgesamt gibt es etwa 175 Cestrum-Arten, die innerhalb der Gattung in drei Sektionen eingeteilt werden. Molekularbiologische Untersuchungen zeigten jedoch, dass diese Unterteilung nicht monophyletisch ist.
Auswahl der Arten nach Sektionen:
Sektion Cestrum
- Cestrum fragile Francey: Costa Rica.[2]
- Cestrum fulvescens Fernald: Mexiko.[2]
- Cestrum glanduliferum Kerber ex Francey: Zentrales Mexiko bis nördliches Peru.[2]
- Cestrum laxum Benth.: Mexiko bis El Salvador.[2]
- Cestrum luteovirescens Francey: Mexiko bis El Salvador.[2]
- Cestrum mortonianum J.L.Gentry: Südliches Mexiko bis Guatemala.[2]
- Nachtjasmin (Cestrum nocturnum L.): Mexiko bis Venezuela.[2]
- Chilenischer Hammerstrauch (Cestrum parqui (Lam.) L'Hérit.)[3]
- Cestrum poasanum Donn.Sm.: Costa Rica.[2]
- Cestrum thyrsoideum Kunth: Mexiko.[2]

Sektion Habrothamnus (Endl.) Schltdl.
- Cestrum aurantiacum Lindl. (Syn. Cestrum regelii Planch.): Mexiko bis Venezuela.[2]
- Cestrum chiriquianum Francey: Panama.[2]
- Cestrum dasyanthum Donn.Sm.: Mexiko bis Guatemala.[2]
- Mexikanischer Hammerstrauch (Cestrum elegans (Brongn.) Schltdl.)
- Cestrum endlicheri (Schltdl.) Miers: Östliches und südöstliches Mexiko.[2]
- Cestrum fasciculatum (Schltdl.) Miers: Sie kommt in den mexikanischen Bundesstaaten Puebla und Veracruz vor.[4]
- Cestrum guatemalense Francey (Syn.: Cestrum pacayense Francey): Südöstliches Mexiko bis Honduras.[2]
- Cestrum irazuense Kuntze: Costa Rica.[2]
- Cestrum milciomejiae T.Zanoni: Dominikanische Republik.[2]
- Cestrum miradorense Francey: Südliches Mexiko.[2]
- Cestrum oblongifolium Schltdl.: Mexiko.[2]
- Cestrum roseum Kunth: Mexiko.[2]
- Cestrum sphaerocarpum O.E.Schulz: Hispaniola.[2]
- Cestrum violaceum Urb.: Hispaniola.[2]
- Cestrum virgaurea Urb. & Ekman: Hispaniola.[2]

Sektion Pseudocestrum Urb.
- Cestrum acutifolium Alain: Dominikanische Republik.[2]
- Cestrum inclusum Urb.: Hispaniola.[2]
- Cestrum tomentosum L.f.: Mexiko bis Venezuela und Peru.[2]
- Cestrum tuerckheimii O.E.Schulz: Dominikanische Republik.[2]

Weitere Arten ohne Zuordnung zu einer Sektion: 
- Cestrum alternifolium (Jacq.) O.E.Schulz: Südliches Mexiko bis Venezuela und Karibik.[2]
- Cestrum auriculatum L'Hér.: Ecuador bis Chile.[2]
- Cestrum diurnum L. (Syn.: Cestrum laurifolium L'Hér.: ): Mexiko und südliches Florida bis Karibik.[2]
- Dama da Noite (Cestrum laevigatum Schltdl.), selten, in wörtlicher Übersetzung „Dame der Nacht“ genannt. Sie kommt von Brasilien bis ins nordöstliche Argentinien vor.[2]
- Weidenblättriger Hammerstrauch (Cestrum salicifolium Jacq.): Nordöstliches Kolumbien bis nördliches Venezuela.[2]

## Nachweise